# 赤木完次
赤木 完次（あかぎ かんじ、1933年4月3日 - ）は、日本の短距離走選手。
中央大学に進学後、富士製鉄㈱に入社した。
1956年メルボルンオリンピック男子400mに出場した。
1954年に日本陸上競技選手権大会男子200ｍで優勝した。

## 参照資料
1. ↑  “Japanese Delegation of Athletics Team - London 2012”.   JAAF. 2019年6月4日閲覧。
2. ↑  “[オリンピック日本選手団全成績、「400m：赤木　完次（富士製鉄）」30頁]” (PDF).   公益財団法人日本陸上競技連盟 (2016年4月1日). 2024年6月1日閲覧。
3. ↑  “1912年～2008年夏季オリンピック日本代表選手団に関する資料：所属組織と最終学歴を中心に　束原文郎、札幌大学”.   束原文郎、札幌大学 (2013年11月29日). 2024年6月1日閲覧。
4. ↑  “赤木完次”.  Sports Reference LLC. 2020年4月17日時点のオリジナルよりアーカイブ。2012年5月15日閲覧。